# لیویو آنتال
لیویو آنتال (انگلیسی: Liviu Antal؛ زادهٔ ۲ ژوئن ۱۹۸۹) بازیکن فوتبال اهل رومانی است.
از باشگاه‌هایی که در آن بازی کرده‌است می‌توان به باشگاه ورزشی گنچلربیرلیغی، باشگاه فوتبال بیتار اورشلیم، باشگاه فوتبال ژالگیریس، باشگاه فوتبال هاپوئل تل آویو، آ.اس.آ ترگو مورش، و باشگاه فوتبال سی‌اف‌آر کلوژ اشاره کرد.
وی همچنین در تیم‌های ملی فوتبال زیر ۲۱ سال رومانی و رومانی بازی کرده‌است.